# Gran Premi Messaeed
El Gran Premi Messaeed va ser una cursa ciclista d'un sol dia que es disputava a Qatar. Només es disputà la primera edició de 2008 i va formar part de l'UCI Asia Tour, amb una categoria 1.2.

## Palmarès
| Any  | Vencedor          | Segon                | Tercer        |
| ---- | ----------------- | -------------------- | ------------- |
| 2008 | Ayman Ben Hassine | Abdelbasset Hannachi | Omar Hasanein |